# Federico Andahazi

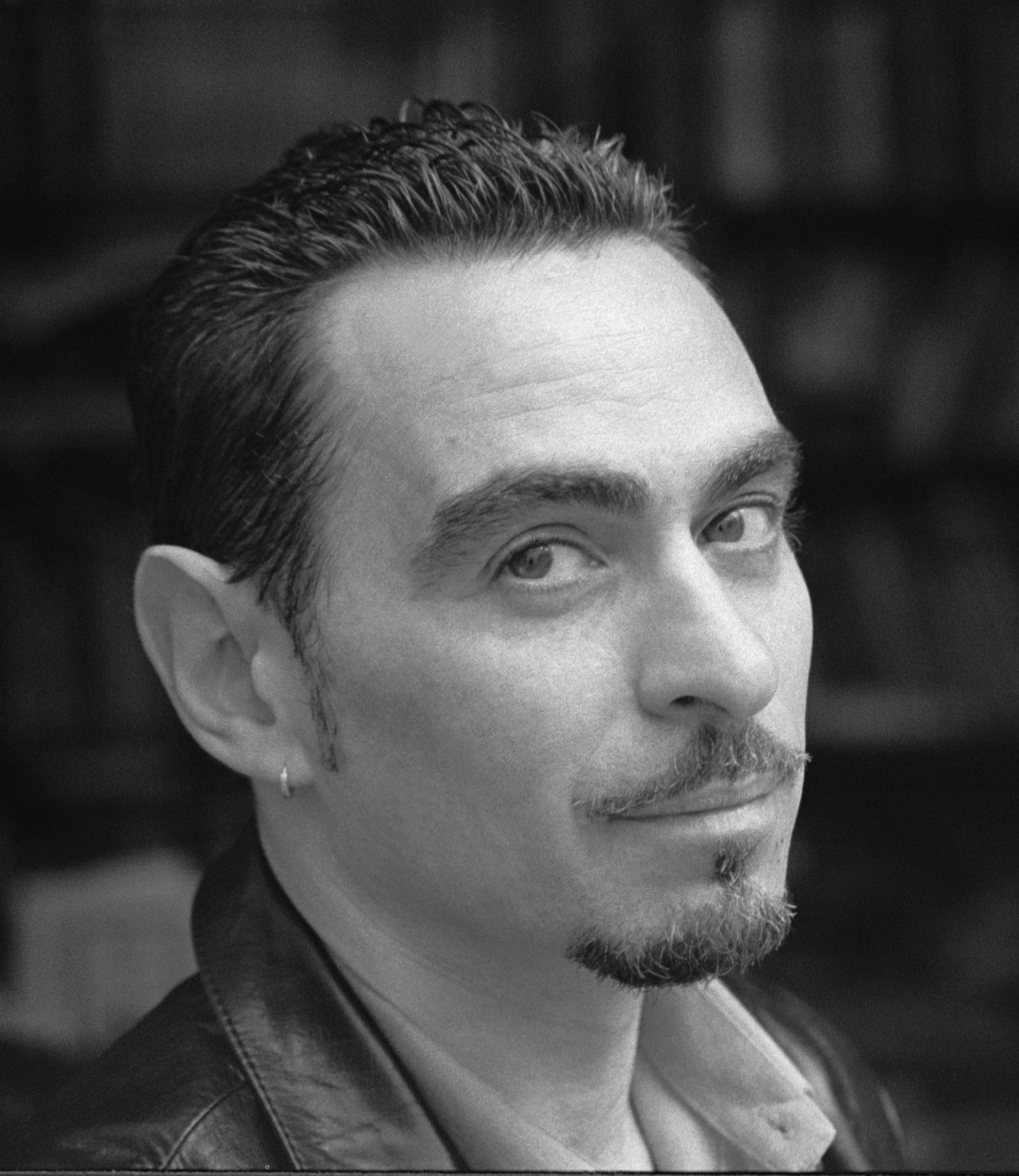
Federico Andahazi

Federico Andahazi (Buenos Aires, 6 giugno 1963) è uno scrittore e psicologo argentino.

## Biografia
Federico Andahazi è nato a Buenos Aires, figlio di Bela Andahazi, aristocratico e psicoanalista ungherese, e di Juana Merlín, di origine ebrea russa. 
Laureatosi in Psicologia all'Università di Buenos Aires, è stato psicoanalista per alcuni anni, parallelamente alla stesura dei suoi primi lavori letterari.
Le sue opere sono state pubblicate in italiano da Frassinelli.

## Opere tradotte in italiano
- L'anatomista, Frassinelli, Milano, 1998 (El anatomista, 1997 - trad. Alessandra Riccio)
- Le care sorelle, Frassinelli, Milano, 1999 (Las piadosas, 1998 - trad. Alessandra Riccio)
- La città degli eretici, Frassinelli, Milano, 2006 (La ciudad de los herejes, 2005 - trad. Rosa Terenzi)

## Riconoscimenti
- 1996 Primo premio della Segunda Bienal de Arte Joven de la Ciudad de Buenos Aires
- 1996 Primo premio del Concorso Annuale desde la Gente
- 1996 Premio CAMED
- 1996 Primo premio della Fondazione Fortabat
- 2006 Premio Planeta